# Rudolf Pecinovský
Rudolf Pecinovský (* 17. července 1954, Praha) je český autor publikací o programování a vysokoškolský učitel.

## Biografie
Rudolf Pecinovský začal studovat teoretickou kybernetiku na Fakultě jaderné a fyzikálně inženýrské na ČVUT v Praze, ale po 3 semestrech fakulta daný obor pro nedostatek studentů zrušila (z původních 7 uchazečů zůstal sám). Přešel proto na fakultu elektrotechnickou, kterou absolvoval v roce 1979. Poté pracovat v Ústavu teorie informace a automatizace ČSAV, kde v roce 1983 získal titul kandidáta věd v oboru kybernetika.

### Výuka programování
Od počátku 80. let učí a publikuje. V letech 1979 až 1980 učil programování ve vojenském učilišti v Novém Meste nad Váhom. Po ukončení vojenské služby začal ve volném čase učit děti ve Stanici mladých techniků v Praze. Zde spolu se skupinou dalších odborníků (např. s Eduardem Smutným a Jiřím Kofránkem) založil počítačovou sekci 602. ZO Svazarmu, v níž každou první sobotu v měsíci pořádali semináře o návrhu počítačů a programování. Na tyto semináře se sjížděli lidé z celé republiky, protože to byl tehdy jediný veřejně dostupný zdroj informací z oblasti počítačů a jejich programování.

### Metodika Karel
Výuka programování ve stanici techniků a ve Svazarmu vyvolala potřebu metodiky pro lektory dětských zájmových kroužků, kteří se sjížděli na jeho kurzy. Pro výuku programování dětí proto vyvinul metodiku Karel inspirovanou stejnojmennou metodikou vyvinutou na Stanfordově univerzitě pro jejich studenty. Pecinovský upravil tuto metodiku tak, aby se podle ní mohly učit programování i děti. Tato metodika se rychle rozšířila a v osmdesátých letech se stala v Československu hlavní metodikou výuky programování.
Základní myšlenkou této metodiky byla výuka po malých krocích tak, aby v žádné etapě výuky studenti nepotřebovali znalosti čehokoliv, co ještě nebylo probráno. Pattisovo město s ulicemi a křižovatkami bylo nahrazeno dvorkem připomínajícím šachovnici, takže vyučující mohl dětem názorně předvádět průběh programu.
V zájmu minimalizace probíraných informací se v první etapě probíraly pouze algoritmické konstrukce a neprobírala se práce s daty. Použitý jazyk robota Karla proto práci s daty nepodporoval. Po zvládnutí první etapy studenti začali používat vyšší jazyk (většinou Pascal), do nějž nejprve převedli své programy z jazyka Karla, aby pak rozšířili své znalosti o práci s daty.
Úspěch metodiky vyvolal potřebu publikace metodických materiálů. Pecinovského prvotinou byl seriál Mluvíme počítačsky v časopisu VTM, po němž následoval obdobný seriál v sobotní příloze deníku Mladá fronta a poté televizní seriál v pořadu Vlaštovka.

### Kopenogramy
Cílem metodiky bylo naučit studenty program nejprve navrhnout, a teprve poté jej zakódovat. Pro návrh programů se na počátku 80. let používaly většinou vývojové diagramy, které však strukturované programování příliš nepodporovaly. Alternativou sice byly Nassi–Shneidermanovy diagramy, ale ty obsahovaly šikmé čáry, s nimiž si tehdejší převážně alfanumerické obrazovky příliš nerozuměly.
Pecinovský proto spolu s Jiřím Kofránkem a Petrem Novákem navrhli grafický zápis strukturovaných programů – kopenogramy. Na Kopenogramech a metodice Karel pak byla postavena i 8dílná učebnice programování, kterou napsal s Jiřím Kofránkem (5. díl) a Ivanem Ryantem (8. díl). Tato učebnice se pak stala základem kurzu pořádaného 602. ZO Svazarmu, na nějž se přihlásilo přes 2000 účastníků.

### Forth
V průběhu 80. let se v Československu začaly šířit počítače, ale většinou to byly 8bitové počítače s malým výkonem a malou pamětí. Rostla proto potřeba nějakého nástroje, který by umožnil efektivně vyvíjet programy i na těchto malých strojích. Pecinovský proto vyvinul nástroj pro vývoj programů v jazyce Forth optimalizovaný pro použití na tehdy nejrozšířenějším průmyslovém počítači SAPI-1 a na dalších v té době rozšířených mikropočítačích.
Pro zájemce o tento jazyk pak v časopisu Amatérské rádio publikoval Seriál Forth|seriál FORTH. Vzhledem k velkému zájmu pak text doplnil a v 602. ZO Svazarmu jej pak vydal jako knihu pod názvem Forth 602.

### Klávesnice
V druhé polovině 80. let se v Československu začaly rozšiřovat osobní počítače kompatibilní s IBM PC. Protože rozložení klávesnice navržené IBM většině programátorů nevyhovovalo, byl Pecinovský v roce 1988 pověřen navrhnout vhodnější rozložení. Klávesnici s jím navrženým rozložením začala v roce 1989 vyrábět Tesla Jihlava, nicméně po revoluci se tato výroba zastavila a mezi uživateli se rozšířilo rozložení navržené bratry Kamenickými.
Výhody navrženého rozložení však ocenila firma Apple a použila je u lokalizovaných verzí svých počítačů. Uživatelé počítačů Apple se posléze stali členy týmu lokalizujícího Windows NT 4.0, po klávesnici počítačů Apple se jim stýskalo, a tak ji zabudovali i do Windows, kde je dostupná jako klávesnice QWERTY. Její základní charakteristikou je, že znaky z původního českého psacího stroje jsou na svých místech s výjimkou znaků Y a Z (ty jsou prohozeny, čímž se snižuje počet problémů s kombinacemi Ctrl+Y a Ctrl+Z) a znaky, které na psacím stroji chybí, jsou na stejných klávesách, jako na US klávesnici, jenom se aktivují s jiným přeřaďovačem.

### Publikace
Po revoluci se Pecinovský dal na dráhu autora odborných publikací. Nejprve v časopise Computer World publikoval seriál Cesta k profesionalitě, který později vyšel v nakladatelství Grada knižně. Poté nějakou dobu publikoval příručky systému Windows a programů pro MS Office, aby se od roku 2000 soustředil především na učebnice a příručky programování a objektově orientované architektury. V roce 2019 mu vyšla 60. kniha, přičemž některé z nich byly přeloženy do více jazyků.

### Nové metodiky
V současné době učí na FJFI, VŠE a VŠPP. Při výuce se dále snaží optimalizovat metodiku výuky, aby zefektivnila vstup studentů do světa moderního programování.
V roce 2004 vyvinul metodiku s anglickým názvem Design Patterns First, kterou pak dále vylepšoval, až v roce 2012 vznikla metodika nazvaná Architecture First, která doporučuje začít výklad základy návrhu architektury.

## Publikace
- Návrhové vzory – 33 vzorových postupů pro objektové programování. ISBN 978-80-251-1582-4.
- OOP – Naučte se myslet a programovat objektově. ISBN 978-80-251-2126-9.
- Java 7 – Učebnice objektové architektury pro začátečníky, ISBN 978-80-247-3665-5.
- Java 8 – Úvod do objektové architektury pro mírně pokročilé. ISBN 978-80-247-4638-8.
- OOP a Java 8 – Návrh a vývoj složitějšího projektu vyhovujícího zadanému rámci. ISBN 978-80-87924-03-7.
- Java 9 – Kompletní příručka jazyka. Praha: Grada Publishing, 2017. ISBN 978-80-271-0715-5.
- Python – Kompletní příručka jazyka pro verzi 3.8, ISBN 978-80-271-2891-4.